# عزرا دانين
كان عزرا دانين (2 أغسطس 1903 – 31 مايو 1984) هو رئيس القسم العربي في الشاي (دائرة الإعلام)، وهو الذراع الاستخباراتي للهاغاناه، ورجل سياسي إسرائيلي، وأحد مزارعي البرتقال. تخصص دانين في الشؤون العربية.

## السيرة الذاتية
وُلد دانين في يافا. وُلد والده، يهيزكيل دانين (سوخولوفسكي أصلاً)، في بولندا، وقدم إلى فلسطين كجزء من العليا الأولى. وكان بعد ذلك أحد مؤسسي تل أبيب. وُلدت والدته راحيل، في فلسطين لأسرة من اليشوب القديم. وكان جده من طرف أمه، الحاخام يهوشوا يلين، هو الحاخام البارز في القدس، وجدته من ناحية أمه، سارة، كانت من أسرة يهودية عراقية في الأصل من بغداد.
أثناء الثورة العربية التي اندلعت في الفترة 1936–1939، كان دانين قائدا لشبكة تجسس للهاغاناه في مقاطعة السامرة. وفي عام 1940، شكّل القسم العربي في الشاي، وظل هناك حتى عام 1948. وكان له دور فعال في تكوين «الفصيلة السورية» للبلماح في الفترة 1940–41، التي كان هدفها التسلل إلى سوريا ولبنان التين كانتا تحت حكم فيشي الفرنسية.
رافق غولدا مائير، ممثلة الوكالة اليهودية، في لقاءاتها مع عبد الله الأول، ملك شرق الأردن، في الأشهر التي سبقت إنشاء دولة إسرائيل. وقد شاركوا مع إلياهو ساسون في الاجتماع الذي عقد في نوفمبر 1947 في نهاراييم على نهر الأردن. وتم بعد ذلك إعداد تقارير دانين - ساسون على أساس هذه الجلسة. وفي 11 مايو، أي قبل ثلاثة أيام من إعلان استقلال إسرائيل، صحب دانين مائير من جديد إلى عمان، محاولاً إقناع عبد الله بعدم الانضمام إلى الحرب العربية الإسرائيلية القادمة في عام 1948.
ووفقا لما ذكره نور مصالحة وبيني موريس، فقد كان دانين عضوا في مختلف لجان الترحيل غير الرسمية، من مايو إلى أغسطس 1948.
ثم عمل دانين كمدير إدارة الشرق الأوسط بوزارة الخارجية في عهد غولدا مائير.
نشر دانين كتابين: مجموعة من الوثائق تم جمعها من المجموعات العربية في الثورة العربية للفترة 1936–1939 والسيرة الذاتية المكتوبة بقلم الكاتب بعنوان «صهيوني غير مشروط» (كتبت بالاشتراك مع يعقوب شاريت).

## الحواشي
1. ↑  Ezra Danin of Haganah Dead at 82 نسخة محفوظة 15 يوليو 2015 على موقع واي باك مشين.
2. ↑  Selwyn Ilan Troen, Noah Lucas (1995) p 641
3. ↑  Avi Shlaim (1988 reprinted 2004) p 31
4. ↑  Efraim Karsh(2000) p.86
5. ↑  Avi Shlaim (1988 reprinted 2004) p 32
6. ↑  Benny Morris, (2004) p.312
7. ↑  Masalha, (1992), p. 188

## قائمة مؤلفات
- إفريم كارش (2000) Fabricating Israeli History: The new Historians Routledge (ردمك 0-7146-5011-0)
- نور الدين مصالحة، (1992), Expulsion of the Palestinians: The Concept of 'Transfer' in Zionist Political Thought 1882-1948 Institute for Palestine Studies (ردمك 0-88728-235-0)
- بيني موريس (2004) Birth of the Palestinian Refugee Problem Revisited, Cambridge University Press, (ردمك 0-521-00967-7)
- إيلان بابي (2006) The Ethnic Cleansing of Palestine Oneworld publications (ردمك 978-1-85168-467-0)
- Selwyn Ilan Troen, Noah Lucas (1995) Israel: The First Decade of Independence SUNY Press (ردمك 0-7914-2259-3)
- أفي شلايم (1988 reprinted 2004) The Politics of Partition; King Abdullah, The Zionists, and Palestine 1921-1951 Oxford University Press (ردمك 0-19-829459-X)